# Лечебное (озеро, Запорожская область)
Лечебное озеро или Целебный Лиман — озеро на побережье Азовского моря, расположенное на территории Бердянского района (Запорожская область, Украина). Площадь — 1,1 км². Тип общей минерализации — солёное. Происхождение — лагунное. Группа гидрологического режима — бессточное.

## География
Входит в Ногайскую группу озёр. Длина — 3,3 км, ширина средняя — 0,4 км, наибольшая — 0,5 км. Глубина наибольшая — 1 м. Высота над уровнем моря — -0,1 м — выше уровня береговой линии (косы) Азовского моря. Озёрная котловина продолговатой формы, вытянутая вдоль побережья моря с юго-запада на северо-восток, расширяется на юго-запад. Берега низменные, северные — высокие, обрывистые (высотой до 10 м). Весь северо-западный берег глинистый, высокий и представляет из себя ряд возвышений более 5-6 м, иногда — 10-12 м. Ближайшие окрестности сложены жёлто-бурым лёссовидными суглинками, местами со значительной примесью крупного песка.
Озеро расположено на побережье Бердянского залива Азовского моря на Обиточной косе — в южной периферийной части города Приморск, примерно в 3 км от его центра. Отделено от моря песчано-ракушечниковой пересыпью (косой) шириной 20-170 м. В самых узких местах коса во время штормов иногда размыкается. Коса имеет песчаные возвышения, покрытие растительностью. Бессточное озеро — нет впадающих и вытекающих рек. В озере нет островов. Озеро пересекают пешеходные мостики и насыпи-дороги, соединяющие северный и южный (косу) берега, при этом не разделяя озеро на изолированные водоёмы. На северном берегу озера расположены дома отдыха (базы отдыха) — Курортная улица, юго-западнее расположено Солёное озеро (Большой Лиман).
Питание морской водой Азовского моря — за счёт инфильтрации и вследствие штормов, а также атмосферными осадками. Состав рапы озера мало отличается от морской воды. Рапа озера имеет меньшую концентрацию, чем рапа Солёного озера, но радиоактивность её больше. Температура воды +25 +27 °C, иногда достигает +30 +35 °C. Зимой замерзает, ледостав неустойчивый. Дно песчаное с ракушкой, устлано слоем серого и чёрного ила мощностью 0,4-1,6 м. Рапа и грязи озера радиоактивны.

## Природа
У берегов озеро зарастает прибрежно-водной растительностью (тростник обыкновенный).